# Ferrari F93A
Ferrari F93A – samochód Formuły 1 zespołu Ferrari, zaprojektowany przez Jeana-Claude'a Migeota, Steve'a Nicholsa, Johna Barnarda i George'a Rytona na sezon 1993. Samochód był napędzany silnikiem Tipo 041 o mocy 720 KM. Kierowcami byli ścigający się od dwóch lat w Ferrari Jean Alesi, oraz przychodzący z McLarena Gerhard Berger, który zastąpił Ivana Capellego. Ważną zmianą było zastosowanie aktywnego zawieszenia. Komponent ten sprawiał problemy.
Samochód nie był znacznie bardziej udany od poprzednika (F92A). Nadal głównymi problemami były stosunkowo niewielka szybkość samochodu oraz wysoka awaryjność. Wskutek tego kierowcy zespołu zdobyli 28 punktów w całym sezonie (w tym 3 miejsca na podium), to jest o 7 więcej, niż w sezonie 1992. Tak, jak w poprzednim sezonie, Ferrari zajęło czwarte miejsce w klasyfikacji konstruktorów. Tym razem najgroźniejszym konkurentem Ferrari był Ligier.

## Wyniki
| Legenda oznaczeń w tabelach wyników Wyświetl szablon na nowej stronie | Legenda oznaczeń w tabelach wyników Wyświetl szablon na nowej stronie                                                                     |
| Oznaczenie                                                            | Wyjaśnienie |
| --------------------------------------------------------------------- | --- |
| Złoty                                                                 | Zwycięzca lub mistrzostwo |
| Srebrny                                                               | 2. miejsce lub wicemistrzostwo |
| Brązowy                                                               | 3. miejsce lub II wicemistrzostwo |
| Zielony                                                               | Ukończył, punktował (w klasyfikacji generalnej, gdy zdobył co najmniej jeden punkt na przestrzeni sezonu, poza trzema powyższymi opcjami) |
| Niebieski                                                             | Ukończył, nie punktował (w klasyfikacji generalnej, gdy nie zdobył co najmniej jednego punktu na przestrzeni sezonu)                      |
| Czerwony                                                              | Nie zakwalifikował się (NZ) |
| Czerwony                                                              | Nie prekwalifikował się (NPK) |
| Różowy                                                                | Nie ukończył (NU) |
| Różowy                                                                | Niesklasyfikowany (NS) (w klasyfikacji generalnej, gdy nie został sklasyfikowany w żadnym wyścigu sezonu)                                 |
| Czarny                                                                | Zdyskwalifikowany (DK) |
| Czarny                                                                | Wykluczony (WYK/EX) |
| Biały                                                                 | Nie wystartował (NW) |
| Biały                                                                 | Kontuzjowany (K/INJ) |
| Biały                                                                 | Wyścig odwołany (OD/C) |
| Bez koloru                                                            | Został wycofany (WYC/WD) |
| Bez koloru                                                            | Nie przybył (NP/DNA) |
| Bez koloru                                                            | Nie brał udziału w treningach (NT/DNP) |
| Bez koloru                                                            | Nie został zgłoszony (–) |
| Pogrubienie                                                           | Start z pole position |
| Kursywa                                                               | Najszybsze okrążenie wyścigu |
| †                                                                     | Nie ukończył, ale jego rezultat został zaliczony ze względu na przejechanie więcej niż 90% dystansu wyścigu.                              |
| *                                                                     | Sezon w trakcie |
| 1/2/3                                                                 | Punktowana pozycja w sprincie kwalifikacyjnym                                                                                             |
| Lista systemów punktacji Formuły 1                                    | |

| Sezon | Zespół  | Silnik  | Opony | Kierowcy       | 1   | 2   | 3   | 4   | 5   | 6   | 7   | 8   | 9   | 10  | 11  | 12  | 13  | 14  | 15  | 16  | Pkt. | Msc. |
| ----- | ------- | ------- | ----- | -------------- | --- | --- | --- | --- | --- | --- | --- | --- | --- | --- | --- | --- | --- | --- | --- | --- | ---- | ---- |
| 1993  | Ferrari | Ferrari | G     |                | ZAF | BRA | EUR | SMR | ESP | MCO | CND | FRA | GBR | DEU | HUN | BEL | ITA | POR | JPN | AUS | 28   | 4    |
| 1993  | Ferrari | Ferrari | G     | Jean Alesi     | NU  | 8   | NU  | NU  | NU  | 3   | NU  | NU  | 9   | 7   | NU  | NU  | 2   | 4   | NU  | 4   | 28   | 4    |
| 1993  | Ferrari | Ferrari | G     | Gerhard Berger | 6   | NU  | NU  | NU  | 6   | 14  | 4   | 14  | NU  | 6   | 3   | 10  | NU  | NU  | NU  | 5   | 28   | 4    |